# Середньочеський кубок з футболу 1936
Середньочеський кубок 1936 (чеськ. Stredoceský Pohár 1936) — дев'ятнадцятий розіграш футбольного кубку Середньої Чехії. Переможцем змагань удев'яте став клуб «Спарта» (Прага). 
Регламент змагань вкотре було змінено. Цього разу до участі у турнірі було допущено лише 18 команд (хоча попереднього року їх було 54). «Спарта» і «Славія» розпочинали зі стадії півфіналу, що викликало незадоволення громадськості, адже «Спарта» не була фіналістом попереднього розіграшу. Проведення турніру затягнулось, через що фінал і його перегравання були зіграні у 1937 році.

## Результати матчів
1/2 фіналу
- 1936. «Славія» (Прага) — «Кладно» — 3:1 (Брадач-2, Копецький — ?)
- 1936. «Спарта» (Прага) — «Славія» (Коширже, Прага) — 10:0[1]

## Фінал
| 7 лютого 1937 |

| «Спарта» (Прага) | 1 — 1 | «Славія» (Прага) |
| ---------------- | ----- | ---------------- |
| Заїчек 14'       | звіт  | 32' Свобода      |

| Прага Глядачів: 15 000 Арбітр: Палій |

«Спарта»: Йозеф Немець — Ярослав Бургр, Йозеф Чтиржокий — Йозеф Коштялек, Еріх Србек, Йозеф Седлачек — Фердинанд Фачінек, Франтішек Бенда, Олдржих Заїчек, Олдржих Неєдлий, Людовіт Радо. Тренер Франтішек Седлачек
«Славія»: Франтішек Планічка — Ян Фіала, Фердинанд Даучик — Антонін Водічка, Карел Пруха, Ян Трухларж — Вацлав Горак, Франтішек Свобода, Рудольф Томан, Властиміл Копецький, Антонін Пуч. Тренер: Ян Рейнхардт

## Перегравання фіналу
| 3 серпня 1937 |

| «Спарта» (Прага) | 1 — 0 | «Славія» (Прага) |
| ---------------- | ----- | ---------------- |
| Боучек 88'       | звіт  |                  |

| Прага Глядачів: 12 000 Арбітр: Вогль |

«Спарта»: Богумил Кленовець — Ярослав Бургр, Йозеф Чтиржокий — Йозеф Коштялек, Ярослав Боучек, Карел Кольський — Фердинанд Фачінек, Карел Сенецький, Олдржих Неєдлий, Йозеф Земан, Людовіт Радо. Тренер Франтішек Седлачек
«Славія»: Франтішек Планічка — Карел Скленічка, Фердинанд Даучик — Антонін Водічка, Карел Пруха, Ян Трухларж — Вацлав Горак, Франтішек Свобода, Їржі Соботка, Властиміл Копецький, Густав Прокоп. Тренер: Ян Рейнхардт